# Don't Stay
Albums de Nami Tamaki
Speciality
(2006) STEP
(2010)
Albums par Nami Tamaki
Graduation ~Singles~
(2006) Reproduct Best
(2009)
Singles
Don't Stay est le 4e album de Nami Tamaki, sorti sous le label Sony Music Entertainment Japan le 23 avril 2008 au Japon. Il atteint la 14e place du classement de l'Oricon et reste classé pendant 6 semaines pour un total de 18 610 exemplaires vendus. Il sort en format CD et CD+DVD. C'est le dernier album de Nami Tamaki sous le label Sony Music Entertainment Japan.

## Liste des titres
| 1.  | Don't Stay ~Instrumental~                                                     |                                | Wataru Maeguchi                  | 1:54 |
| 2.  | Visualize                                                                     | Junko Tuji                     | Yoshihiro Kusano, Koji Taniguchi | 4:03 |
| 3.  | Together                                                                      | Hiroko Oma                     | Yuuki Tsuruta, 83key             | 4:32 |
| 4.  | Brightdown                                                                    | Miki Fujisue                   | Miki Fujisue, nishi-ken          | 3:58 |
| 5.  | hitchHIKER                                                                    | Seriko Natsuno                 | Marty Friedman                   | 4:14 |
| 6.  | Speedway                                                                      | mavie                          | ryosuke, Sinya Saito             | 3:23 |
| 7.  | Station                                                                       | Tatsusi Nakamura               | Yasuo Otani, Toru Watanabe       | 5:03 |
| 8.  | Promise                                                                       | Sumiyo Mutsumi, Hiro Yamaguchi | Hiro Yamaguchi, Masaki Iehara    | 4:28 |
| 9.  | re-birth                                                                      | Ritsuko Tanifuji               | Miki Fujisue, Sinya Sito         | 4:12 |
| 10. | Gokigendaze! ~Nothing But Something~ feat. KEN (Da Pump) (ごきげんだぜっ!...) | m.c.A.T                        | Akio Togashi                     | 4:16 |
| 11. | EDEN                                                                          | Takamitsu Shimazaki            | Takamitsu Shimazaki, Shun Ito    | 4:22 |
| 12. | Cross Season ~After Graduation Mix~                                           | Makoto Asakura                 | Daisuke Asakura                  | 5:31 |
| 13. | 423                                                                           | Nami Tamaki                    | Yohei Sugita, Daisuke Kato       | 4:08 |
| 14. | My Way Reproduction ~Original Mix~                                            | Rika Kaneko                    | Tomo.                            | 4:32 |

| 1. | Cross Season                                                                                       |  |
| 2. | Brightdown                                                                                         |  |
| 3. | Promise                                                                                            |  |
| 4. | Gokigendaze! ~Nothing But Something~ feat. KEN (DA PUMP) (ごきげんだぜっ! ~Nothing But Something~) |  |
| 5. | Tamaki Nami in U.S.A ~19 Day Up Close Documentation~                                               |  |
| 6. | 5th Anniversary Special Interview                                                                  |  |